# Oh, Sleeper
Oh, Sleeper est un groupe de metalcore chrétien américain, originaire de Fort Worth, au Texas. Autrefois signés sur Solid State Records et maintenant indépendants, ils comptent, en 2013, trois albums studio et deux EPs. Après la sortie indépendante de l'EP The Titan EP et sa participation au Warped Tour de 2013, le groupe se met en pause pour permettre au chanteur et guitariste Shane Blay de se joindre à Wovenwar, composé d'anciens membres de As I Lay Dying. Le groupe annonce et publie un nouvel album, Bloodied / Unbowed, en 2016.

## Biographie

### Débuts
Oh, Sleeper est formé en avril 2006 à l'initiative de Ryan Conley, du groupe rock local Terminal, de l'ancien guitariste d'Evelynn et Between the Buried and Me Shane Blay, et de l'ancien bassiste de Terminal, Lucas Starr (à cette période ancien membre de As Cities Burn). Ils recrutent le chanteur Micah Kinard et commencent à répéter. Les quatre membres font face aux problèmes typiques d'un nouveau groupe (aucun endroit pour répéter, aucun financement et des problèmes de temps libre), mais le plus grand obstacle était de trouver un dernier membre pour finaliser la formation. De nombreuses auditions suivent d'échec en échec et ils recrutent finalement James Erwin de Terminal. Après son arrivée, le groupe publie l'EP The Armored March au label 1x1 Music.

### When I Am God
Le groupe signe avec le label Solid State Records en été 2007. Leur premier album, When I Am God, est publié le 23 octobre 2007. Le 28 décembre 2007, Oh, Sleeper joue au Plano Center à Plano, au Texas, avec Terminal. Oh, Sleeper soutient ensuite Demon Hunter à leur tournée, aux côtés de Living Sacrifice, Advent, et The Famine. La tournée, en soutien à Norma Jean, fait participer pour la dernière fois Ryan Conley. Conley est remplacé l'année suivante par Matt Davis.

### Son of the Morning
Oh, Sleeper annonce au début de 2009 un nouvel album intitulé Son of the Morning, qui est publié le 25 août. Kinard expliquera que, dans cet album, ils cherchaient à mélanger les chansons préférées de la foule comme Vices Like Vipers et Charlatan's Host afin qu'il soit le plus conforme à leur style musical. Les paroles de l'album sont plus directes que leur précédent opus, Son of the Morning, qui est un album-concept ayant pour thème la lutte de Dieu contre Satan. Le premier single s'intitule Son of the Morning ; Oh, Sleeper jouera l'album dans son intégralité à Waco, au Texas, au Art Ambush.
La couverture de Son of the Morning est connu sous le nom de « pentagramme brisé ». Le symbole est réalisé par Ryan Clark de Demon Hunter et il s'agit d'un pentagramme sans cornes. L'album débute 120e au Billboard 200, à la 46e place aux Rock Albums, à la 7e place aux Christian Albums, et à la 12e place aux Hard Rock Albums. Le 23 février 2011, Lucas Starr annonce son départ du groupe. Il est remplacé par Nate Grady, qui jouait déjà avec le groupe un an plus tôt.

### Children of Fire
Dans un podcast de Solid State, un nouvel album de Oh, Sleeper est annoncé en 2011. Ce nouvel album, intitulé Children of Fire, est annoncé sur scène lors d'un concert anniversaire à Dallas, au Texas, le vendredi 15 avril 2011. Le 2 août 2011, Oh, Sleeper publie Endseekers, le premier single de l'album. La chanson Hush Yael est publiée sur leur page Facebook le 23 août 2011. Children of Fire est publié sur Internet le 6 septembre 2011 et physiquement le 27 septembre. James Erwin explique qu'il s'agit d'une suite à Son of the Morning et qu'il suit la vie d'un prêtre et de sa fille athée.
En novembre 2012, le guitariste James Erwin annonce son départ du groupe. Nate Grady passera alors de la basse à la guitare rythmique pour remplacer Erwin. Le groupe annonce l'arrivée de Johno Erickson (ex-Sky Eats Airplane) à la basse pendant la tournée de Fit for a King. la position d'Erickson sera permanente.

### Projets indépendants
Le 24 avril 2013, le groupe annonce la fin de leur contrat avec Solid State Records et la sortie d'un EP indépendant par le biais du site web Indiegogo. Le 24 mai 2013, ils atteignent les 30 000 $ de dons. En 2014, après le départ de Tim Lambesis du groupe As I Lay Dying, les membres restants recrutent Shane Blay pour leur nouveau groupe Wovenwar. Le groupe annonce un nouvel album, Bloodied//Unbowed, en milieu 2016,.

## Membres

### Membres actuels
- Shane Blay – guitare solo, chant clair (depuis 2006)
- Micah Kinard – hurlements, programmation (depuis 2006)
- Zac Mayfield – batterie, percussions (depuis 2010)

### Anciens membres
- Ryan Conley – batterie (2006–2008)
- Lucas Starr – basse (2006–2011)
- James Erwin – guitare rythmique (2006–2012)
- Matt Davis – batterie (2008–2010)
- Johno Erickson – basse (2012–2016)
- Nate Grady – basse (2011–2012), guitare rythmique (2012–2016)

## Discographie

### Albums studio
- 2007 : When I Am God
- 2009 : Son of the Morning
- 2011 : Children of Fire
- 2019 : Bloodied//Unbowed

### EPs
- 2006 : The Armored March
- 2013 : The Titan